# Irndorf
Irndorf település Németországban, azon belül Baden-Württembergben. Lakosainak száma 692 fő (2023. december 31.). Irndorf Beuron és Bärenthal községekkel határos.

## Népesség
A település népessége az elmúlt években az alábbi módon változott:
| Lakosok száma | 735  | 689  | 693  | 695  | 688  | 692  |
|               | 1975 | 2017 | 2019 | 2021 | 2022 | 2023 |